# Västjädra

Västjädra är en by i Västerås kommun, strax utanför Dingtuna och cirka 10 km väster om Västerås.
Vid Västjädra ansluter riksväg 56 till E18 i trafikplats Västjädra.